# Ninnidh
Ninnidh (também conhecido por Ninnidh o Pio, em irlandês:  Ninnidh leth derc, que significa Ninnidh de um olho) foi um santo cristão irlandês do século VI. São Ninnidh é um dos Doze Apóstolos da Irlanda. Ele é associado à costa de Lough Erne e particularmente à Ilha Inishmacsaint e a Knockninny, Condado de Fermanagh, na Irlanda do Norte. 18 de Janeiro é o dia da sua celebração.
Ninnidh de Inicmacsaint é comummente confundido com o Santo Ninnidh da Pura Mão, que esteve com Brígida da Irlanda no seu leito de morte.